# Fırat Altunmeşe
Fırat Altunmeşe (Istanbul, 16 marzo 1990) è un attore turco, noto per aver interpretato il ruolo di Kemal Bozlu nella serie Brave and Beautiful (Cesur ve Güzel) e per quello di Demir Aldırmaz nella serie Il dottor Alì (Mucize Doktor).

## Biografia
Nato nel 1990 a Istanbul (Turchia) dalla madre Müzeyyen e dal padre İzzet Altınmeşe (che è un cantante), Fırat ha un fratello, Ali Murat e una sorella, Fatoş. Ha intrapreso gli studi di recitazione presso la Bilgy University. Mentre studiava all'università, ha abbandonato gli studi al secondo anno dopo essersi interessato alla musica rap e ha iniziato a segure lezioni di recitazione a Istanbul.
Nel 2013 ha iniziato la sua carriera di recitazione con il suo ruolo di Emre nella serie in onda su Kanal D Vicdan. Nel 2014 e nel 2015 ha interpretato il ruolo di Can nella serie in onda su Star TV e TV8 Kaçak Gelinler. Nel 2015 ha ricoperto il ruolo di Oytun Feyman nella serie in onda su TV8 Maral: En Güzel Hikayem. Nello stesso anno è apparso nel film Hesapta Aşk diretto da Gönenç Uyanık.
Nel 2016 ha interpretato il ruolo di Kemal Bozoğlu nella serie in onda su ATV Kehribar. Nel 2016 e nel 2017 è stato scritturato per interpretare il ruolo di Kemal Bozlu nella serie in onda su Star TV Brave and Beautiful (Cesur ve Güzel), insieme agli attori Kıvanç Tatlıtuğ, Tuba Büyüküstün, Tamer Levent e Irmak Örnek. Nel 2017 ha interpretato il ruolo di Ramo nel film Sofra Sırları diretto da Ümit Ünal.
Nel 2017 e nel 2018 ha interpretato il ruolo di Umut Aslan nella serie in onda su TRT 1 Aslan Ailem. Dal 2019 al 2021 è stato scelto per interpretare il ruolo di Demir Aldırmaz nella serie televisiva medica in onda su Fox Il dottor Alì (Mucize Doktor), insieme agli attori Taner Ölmez, Sinem Ünsal, Onur Tuna, Hazal Türesan e Murat Aygen. Nel 2021 è entrato a far parte del cast della serie in onda su Fox Evlilik Hakkında Her Şey, nel ruolo di Vural "Aztek" Beyaz. L'anno successivo, nel 2022, ha ricoperto il ruolo di Deniz nel film Son Parti diretto da Enes Ates. Nel 2024 ha vestito i panni di Efe nella serie medica Bahar.

## Filmografia

### Cinema
- Hesapta Aşk, regia di Gönenç Uyanık (2015)
- Sofra Sırları, regia di Ümit Ünal (2017)
- Son Parti, regia di Enes Ates (2022)

### Televisione
- Vicdan – serie TV, 7 episodi (Kanal D, 2013)
- Kaçak Gelinler – serie TV, 29 episodi (Star TV, TV8, 2014-2015)
- Maral: En Güzel Hikayem – serie TV, 17 episodi (TV8, 2015)
- Kehribar – serie TV, 15 episodi (ATV, 2016)
- Brave and Beautiful (Cesur ve Güzel) – serie TV, 32 episodi (Star TV, 2016-2017)
- Aslan Ailem – serie TV, 31 episodi (TRT 1, 2017-2018)
- Il dottor Alì (Mucize Doktor) – serie TV, 54 episodi (Fox, 2019-2021)
- Evlilik Hakkında Her Şey – serie TV, 13 episodi (Fox, 2021)
- Bahar – serie TV, 1 episodio (Show TV, 2024)

## Doppiatori italiani
Nelle versioni in italiano dei suoi film e delle sue serie TV, Fırat Altunmeşe è stato doppiato da:
- Federico Viola[26] in Brave and Beautiful[27]
- Francesco Fabbri[28] ne Il dottor Alì[29]